# 公积坂站
40°33′30″N 110°22′01″E / 40.558312°N 110.366985°E
公积坂站位于内蒙古自治区包头市东河区沙尔沁镇公积板村，建于1922年，是唐包铁路的一个车站。距离北京站786公里，距上行车站萨拉齐站14公里，距下行车站东兴站15公里。该站隶属呼和浩特铁路局包头车站，客运有包头-大同慢车停靠，货运仅办理专用线、专用铁路货运业务。车站设有通往辰光煤炭运销、内蒙古公铁物流、杨圪楞煤矿、嘉华物流等单位的专用线。